# Třída Jaguar (typ 140)
Třída Jaguar (typ 140) byla třída torpédových člunů postavených pro německé námořnictvo. Čluny byly navrženy loděnicí Lürssen jako typ TNC 42 (jiné označení plavidel bylo Schnellboot 55). Celkem bylo postaveno 20 jednotek této třídy. Německo svá plavidla vyřadilo do roku 1978. Část vyřazených plavidel byla prodána Turecku, Weihe zakoupila Francie jako cvičný cíl a Kranich byl zachován jako muzejní loď.
Od třídy Jaguar bylo odvozeno 10 plavidel třídy Seeadler s upraveným pohonným systémem, 10 jednotek třídy Zobel a pět jednotek pro Turecko postavené třídy Kartal.

## Stavba

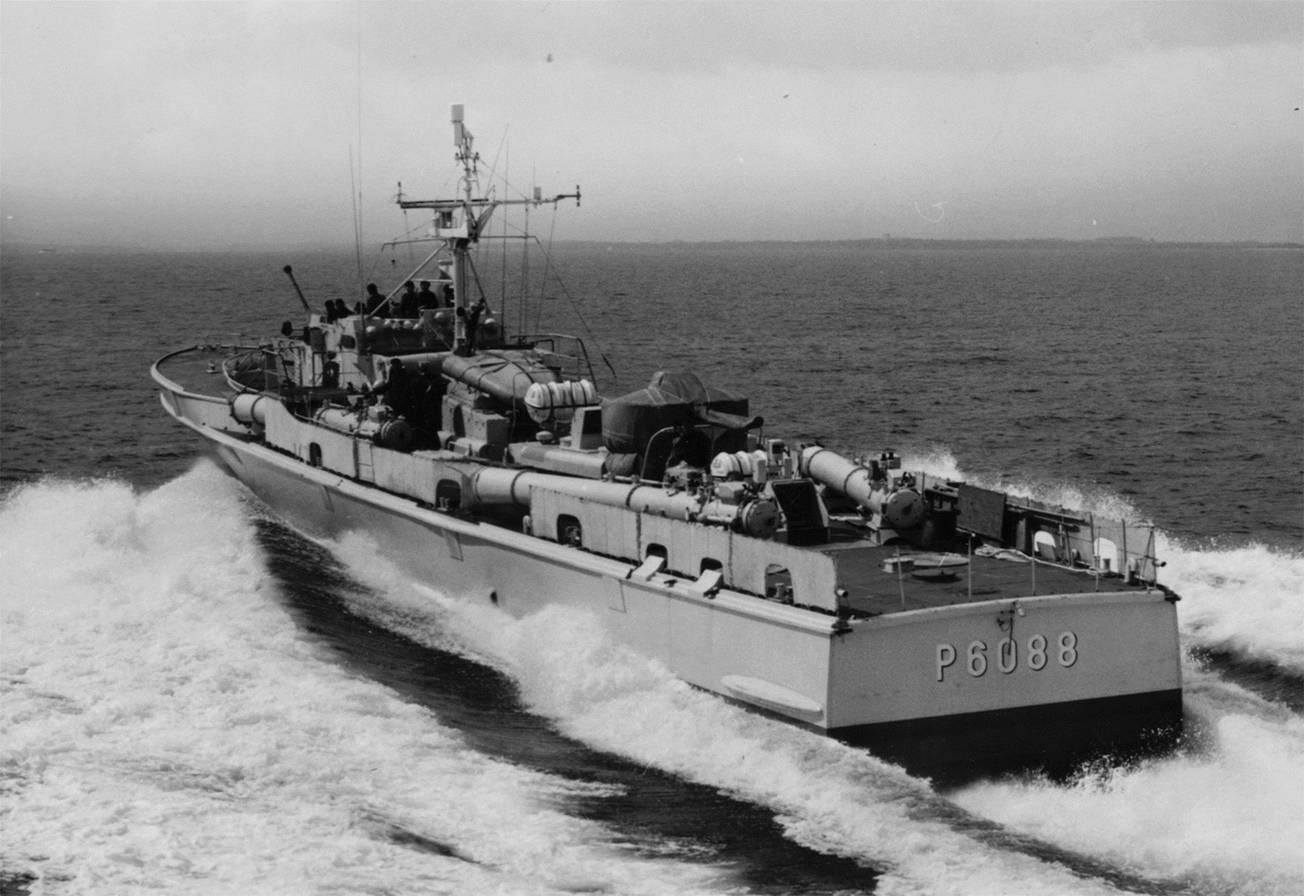
Elster

Třídu tvořilo celkem 20 člunů, postavených v letech 1957–1960 v loděnicích Lürssen a Kröger. Čluny byly pojmenovány Jaguar, Iltis, Wolf, Luchs, Leopard, Löwe, Fuchs, Marder, Weihe, Kranich, Storch, Häher, Elter, Reiher, Dommel, Pinguin, Tiger, Alk, Pelikan a Panther.

## Konstrukce

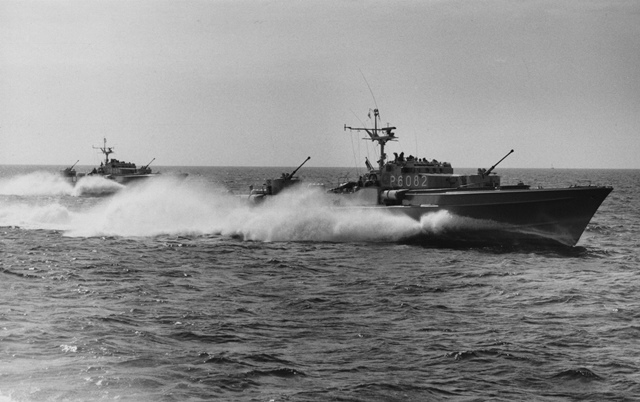
Dvojice člunů třídy Jaguar

Výzbroj člunů tvořily dva 40mm kanóny a čtyři 533mm torpédomety. Pohonný systém tvořily čtyři diesely Mercedes-Benz, každý o výkonu 8940 kW, pohánějící čtyři lodní šrouby. Nejvyšší rychlost dosahovala 43 uzlů.

## Zahraniční uživatelé
V letech 1975–1976 získalo 12 jednotek třídy Jaguar turecké námořnictvo, z toho tři jako zdroj náhradních dílů. Člun Firtina byl vyřazen roku 1982. Zbylá plavidla byla vyřazena v první polovině 90. let 20. století.